# Асрибеков, Ерванд Михайлович
Ерванд Михайлович Асрибеков (Айсрибеков; 1898—1937) — советский государственный и партийный деятель армянского происхождения, в разные годы возглавлявший партийные органы Абхазии, Тифлиса, Владивостока, Перми.

## Биография
Родился в армянской дворянской семье (по другим данным, в семье служащих). Член коммунистической партии с 1917 года. В годы правления в Грузии меньшевиков — активный участник революционного подполья. Арестовывался по политическим мотивам, дважды находился в заключении в тюрьмах Батуми и Кутаиси. После установления Советской власти в Грузии сделал быструю партийную карьеру:
- до середины 1922 — года секретарь районного комитета КП(б) Грузии г. Тифлис.
- 1923—1925 — ответственный секретарь Абхазского областного комитета КП(б) Грузии
- 1925—1930 — ответственный секретарь Тифлисского городского комитета КП(б) Грузии.
- 1930—1931 — ответственный секретарь Акбулахского (ныне Тетри-Цкаро)[1] РК КП(б) Грузии.
- 1931 — август 1932 — заведующий агитационно-массовым отделом Закавказского крайкома ВКП (б).
- 1932—1933 — слушатель Института красной профессуры в Москве.

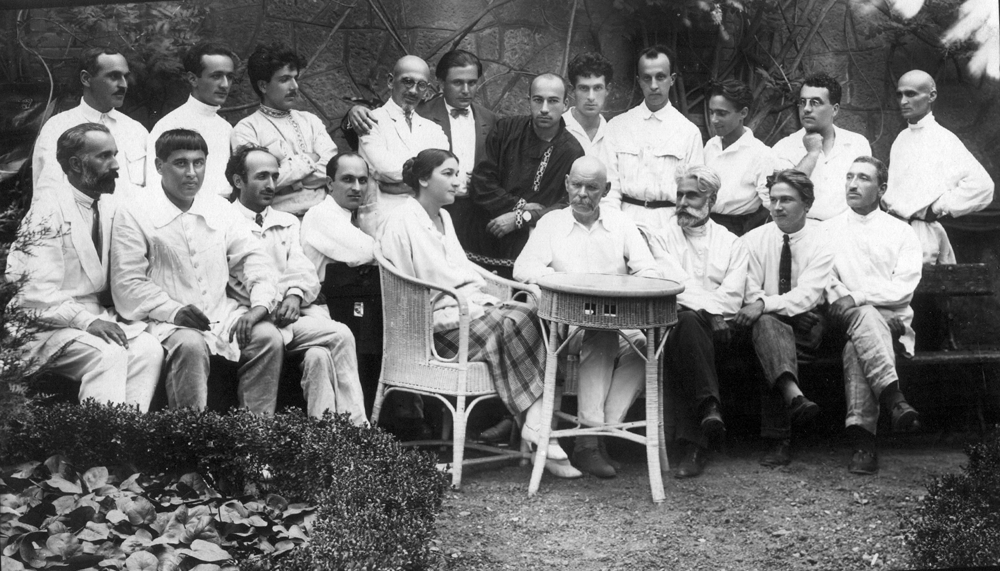
Максим Горький в гостях у грузинских писателей в саду Дворца писателей Грузии. 24 июля 1928 года. Асрибеков — во втором ряду третий слева

В 1934 году, после обучения в институте красной профессуры, отправлен руководить политотделом машинно-тракторной станции (МТС) посёлка Сталинградский Саратовского края, затем переведён на такую же должность в Саратовскую МТС.
26 января—10 февраля 1934 года делегат XVII съезда ВКП(б).
Однако затем, уже в начале зимы 1935 года направлен с повышением на Дальний Восток, в качестве второго секретаря Дальне-Восточного краевого комитета ВКП(б). С весны 1936 года — первый секретарь Владивостокского городского комитета ВКП(б). Осенью 1936 года из Владивостока переведён в Свердловск: заведующий Агитационно-пропагандистским отделом Свердловского областного комитета ВКП(б), затем до июля 1937 секретарь Пермского городского комитета ВКП(б) (Свердловская область).
С июля по август 1937 года — заведующий Отделом медицинских институтов Народного комиссариата здравоохранения СССР.
Арестован по сфабрикованному обвинению в правом уклонизме, «вредительстве» и «терроризме». Был осуждён тройкой НКВД по Грузинской ССР (Рапава, Церетели, Талахадзе, Морозов (И. Г. Морозов ?), докладчик Кримян) и расстрелян.. Виновным себя не признал.